# Kerschberg (Gemeinden Dietach, Wolfern)
Kerschberg ist eine Ortslage im Traunviertel in Oberösterreich und gehört zu den Gemeinden Wolfern und Dietach im Bezirk Steyr-Land.

## Geographie
Der Ort befindet sich um die 3½ Kilometer nördlich der Stadt Steyr. Er liegt in der südöstlichen Traun-Enns-Platte am oberen Dietachbach, auf um die 305–340 m ü. A. Höhe.
Der Wolferner Weiler Kerschberg liegt etwa 2½ Kilometer östlich von Wolfern, hier entspringt der Dietachbach. Dieser Ort umfasst nur knapp 10 Adressen.
Nordwestlich erstreckt sich der Kerschberg genannte bewaldete Riedel in die Niederung des Dietachbachs zum Unteren Ennstal hin. An dessen Nordwestfuß erstrecken sich direkt südlich von Dietach weitere etwa 120 Häuser namens Kerschberg, die zu Dietach gehören. Sie sind im Norden mit Dietach ganz verwachsen und liegen entlang der Straße von Dietach über Niedergleink nach Dornach.
| Thalling (Gem. Dietach)                     | Dietach (Gem. Dietach)                      |                                                        |
| Edt (Gem. Dietach) Schwödiau (Gem. Wolfern) | Kompassrose, die auf Nachbargemeinden zeigt | Dietachdorf (Gem. Dietach) Niedergleink (Gem. Dietach) |
|                                             | Neustift (Std. Steyr)                       |                                                        |

## Geschichte
Siedlungsspuren finden sich am Kerschberg schon für das 9. Jahrhundert, darunter Gräberfelder, die vermutlich zum Kreis der Dietach-Sierninger Slawensiedlungen (Slawendekanie) gehören.
Der Ortsname ist circa 1155 urkundlich, genannt ist ein Dietmar von Kerschberg (Dietmarus de Chersberg).
Die Kerschberger waren ein im Raum wichtigeres Geschlecht, deren Standes- und Verwandtschaftsverhältnisse aber unklar sind. Sie waren vielleicht Ritter, Ministeriale, Edelfreie oder Steyrer Bürger, mutmaßlich in diversen Linien. Im 15./16. Jahrhundert waren sie besonders in Stadlkirchen vorherrschende Familie. Dort erloschen sie 1532.
Ursprünglich gehörte das heutige Siedlungsgebiet zu Wolfern und Gleink, 1938–45 nach Auflösung der zweiteren Gemeinde nur zu Wolfern, danach auch zur neugegründeten Gemeinde Dietach.
Während der Wolferner Weiler eine Altsiedlung ist, ist der heute Dietacher Teil eine Neugründung des 20. Jahrhunderts. Es handelt sich um Wohnsiedlungen, dieser Teil ist inzwischen der weitaus größere.